# Dologan (Japah)
Dologan is een bestuurslaag in het regentschap Blora van de provincie Midden-Java, Indonesië. Dologan telt 1851 inwoners (volkstelling 2010).